# 仏教社会主義
仏教社会主義（ぶっきょうしゃかいしゅぎ）は、仏教の原則に基づく社会主義を提唱する政治思想。

## 主張
- 階級区別の廃止または改良
- 仏教の伝統に基づく道徳運動
- 資産に対する執着を克服する労働者と農民の為に、食物・保護・衣類・医療などといった生活必需品の公的な供給を要求する。

## 実践と現実
現実的には、1950年代から1960年代のカンボジアにおけるシハヌーク政権（王制社会主義とも呼ばれた。政党は人民社会主義共同体）、1960年代から1980年代のミャンマー（ビルマ）のウー・ヌ政権およびネ・ウィン政権（ビルマ式社会主義、政党はビルマ社会主義計画党）などが強い影響を受けた。
仏教社会主義は社会改良運動という色彩が強かったが、実践された両政権は反共政策としての意味合いが強かった（カンボジアではクメール・ルージュが運動の下地を作りつつあり、ミャンマーではビルマ共産党が武装闘争を開始していた）。社会主義政策をとりつつも、いずれの政権もカンボジアの場合にはクメール・ルージュに代表される共産主義勢力、ビルマの場合はビルマ共産党及びシャン族、カレン族といった少数民族の民兵組織には極めて厳しく対処していた。また、この当時、仏教社会主義という概念そのものが一般的でなかった事から、両国の政権に対する諸外国の外交判断は混乱をきたした。とくに前者はアメリカのカンボジア作戦の要因の一つとなった。
前者は1970年のロン・ノルのクーデターにより瓦解した。さらに1975年にはクメール・ルージュが政権奪取に成功した。
後者はウー・ヌ時代には現実的な政策に乏しかったものの、ネ・ウィン政権時代には軍部の関与が極めて濃いものとなり、統制経済を導入するなど独自路線を取る事となった。また、仏教と仏教徒の多いビルマ族を基軸とした事から、キリスト教徒の多いカレン族やカチン族等との間で民族紛争が激化する事となった。

## 著名な仏教社会主義者
- プッタタート
- ソロモン・バンダラナイケ
- ウー・ヌ
- ノロドム・シハヌーク
- ダライ・ラマ14世